# Takifugu variomaculatus
Takifugu variomaculatus är en fiskart som beskrevs av Li och Ko Zen Kuang 2002. Takifugu variomaculatus ingår i släktet Takifugu och familjen blåsfiskar. Inga underarter finns listade i Catalogue of Life.